# Gaby Minneboo
Gabriël "Gaby" Minneboo (Veere, 12 de juny de 1945) va ser un ciclista neerlandès, especialista en el mig fons. Com amateur, va guanyar nou medalles, cinc d'elles d'or, als Campionats del món de l'especialitat.

## Palmarès
- 1973
  -  Campió dels Països Baixos amateur en mig fons
- 1974
  -  Campió dels Països Baixos amateur en mig fons
- 1975
  -  Campió del Món amateur en mig fons
  -  Campió dels Països Baixos amateur en mig fons
- 1976
  -  Campió del Món amateur en mig fons
  -  Campió dels Països Baixos amateur en mig fons
  -  Campió dels Països Baixos amateur en derny
- 1977
  -  Campió del Món amateur en mig fons
- 1978
  -  Campió dels Països Baixos amateur en mig fons
- 1980
  -  Campió del Món amateur en mig fons
  -  Campió dels Països Baixos amateur en mig fons
- 1982
  -  Campió del Món amateur en mig fons
  -  Campió dels Països Baixos amateur en mig fons